# Liste des gares d'Auvergne-Rhône-Alpes
La liste des gares d'Auvergne-Rhône-Alpes, est une liste des gares ferroviaires, haltes ou arrêts, situés dans la région Auvergne-Rhône-Alpes.